# الحصافة
الحصافة إحدى قرى مركز شبين القناطر التابع لمحافظة القليوبية بجمهورية مصر العربية.

## السكان
بلغ عدد سكان الحصافة 5,206 نسمة، حسب الإحصاء الرسمي لعام 2006.